# Зизаній Стефан Іванович

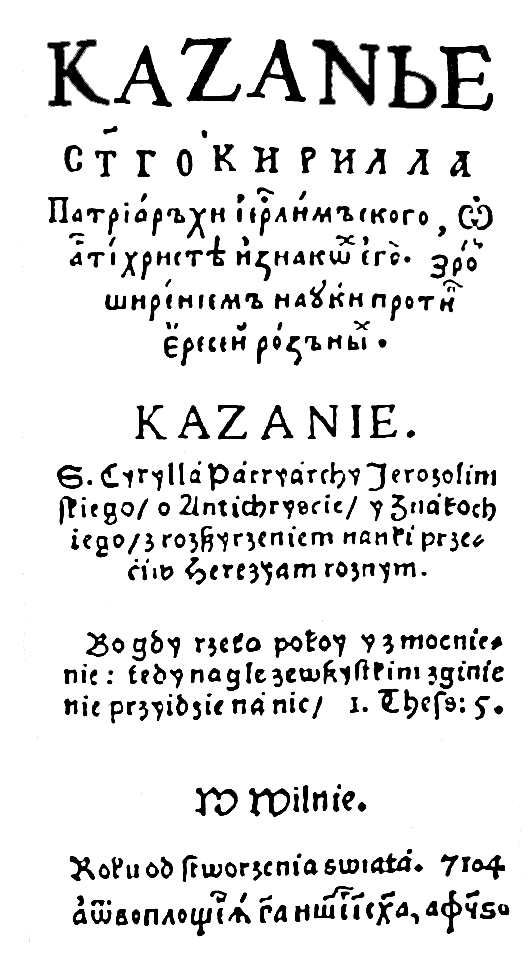

Стефан Іванович Зизаній (Тустановський; справжнє прізвище — Кукіль; *бл. 1570 — †до 1621, містечко Потелич, тепер село Жовківського району, Львівської області) — український письменник-полеміст і педагог. Брат Лаврентія Зизанія.

## Біографія

### Походження
Стефан Зизаній та його брат Лаврентій походили з руської родини грецького обряду Руського воєводства Речі Посполитої. Їхнє походження невідоме, зокрема вони самі не знали хто був їх батьком. Найімовірніше вони не були шляхетського походження, зокрема це підтверджується виступом проти Стефана автора брошури "Plewy Stephanka Zyzaniey Heretyka, z cerkwi Ruskiey wyklętego" (Вільна, 1596 р.), який стверджував: "ліпше тобі, звертався він до Стефана, глядіти за горшками і кліщами, ніж як мужикові проповідувати". Самі себе вони називали Зизаніями, яке найімовірніше було або прибраним прізвищем, або перекладом їх старого прізвища Куколь під яким вони фігурували в тодішніх актах. Ще одне прізвище — Тустановський було імовірно також набутим, зокрема Стефаном в янівському деканаті між 1558-1565 рр. при зміні грецького обряду на латинський generosus Tustanowski, — in villa Nowosiołka, але за окремим випадками кшталт підписів вони його майже не вживали. Водночас через нього численні дослідники відносять їх шляхетської родини Тустановських гербу Пилява.

### Життєпис
Брав активну участь у діяльності Львівського та Віленського братств. З 1586 р. працював у Львівській братській школі, деякий час був її ректором. За викриття духовних і світських феодалів, католицизму та уніатів зазнав переслідувань польсько-шляхетської влади. У 1593—1594 рр. викликаний Віленським братством для боротьби з унією.
У Вільно був проповідником та учителем братської школи. Митрополит Михайло Рогоза домігся засудження Зизанія як єретика у січні 1596. На прохання Зизанія Берестейський собор (жовтень 1596 р.) поновив його у правах, і він знову почав викладати у Віленській братській школі.
Автор православного «Катехізису» (Вільно, 1595 р.; до наших часів не дійшов), антикатолицького трактату «Казання св. Кирила» українською і польською мовами (Вільно, 1596 р.), спрямованого проти Папи Римського та уніатів. Полемічні твори Зизаня, були популярними не лише в Литві та Русі, а також і в Московському царстві.